# المجمع المغلق 1464
المجمع المغلق 1464 هو المجمع الموكول بانتخاب بابا الكنيسة الكاثوليكية الجديد بعد استقالة البابا. انعقد مجمع الكرادلة لانتخاب البابا الجديد بدءًا من
28 أغسطس 1464 وانتهى في 30 أغسطس 1464. انتُخبَ بولس الثاني ليكون البابا الجديد للكنيسة.
عُقدَ المجمع في إيطاليا في 1464.